# Pô
Pô – miasto w południowej części Burkiny Faso. Jest stolicą prowincji Nahouri. Liczba mieszkańców w 2013 roku wynosiła 30 057.